# Александровка (Краматорский район)
Алекса́ндровка (укр. Олекса́ндрівка) — село в Краматорском районе Донецкой области Украины на реке Студенок, входит в Яровской поселковый совет. 

## Географическое положение
Расположена на пересечении автомобильных дорог Святогорск — Лиман и Лиман — Боровая. Ближайшая ж.д. станция — Святогорск (8,7 км). Село расположено на окраине Национального природного парка «Святые горы».

## История
С апреля по сентябрь находилась под контролем ВС РФ. 27 сентября, в ходе битвы за Лиман, село возвращено под контроль ВСУ.

## Экономика
Некрупные фермерские и крестьянские хозяйства. Значительное число частных хозяйств, занимающихся выращиванием рассады и овощей на поливных землях, в основном из переселившихся из Узбекистана турок-месхетинцев.

## Адрес местного совета
84432, Донецкая область, Лиманский р-н, пгт Яровая, ул. Кооперативная, 7, тел. 36-2-31.

## Известные люди
- Чернышенко, Виктор Семёнович (1925—1997) — советский танкист, Герой Советского Союза.